# Emil Stürtz

Emil Stürtz

Erich Emil Arthur Hermann Stürtz (* 15. November 1892 in Wieps, Ostpreußen; verschollen seit dem 21. April 1945) war ein deutscher NS-Funktionär, unter anderem Gauleiter der NSDAP, Mitglied des Reichstags und NSKK-Obergruppenführer.

## Leben
Nach Besuch der Volksschule und der Bessel-Oberrealschule in Königsberg wurde er Seemann und meldete sich im August 1914 als Einjährig-Freiwilliger zur Kaiserlichen Marine. An Bord des Großen Kreuzers Seydlitz und später bei der U-Boot-Waffe nahm er am Ersten Weltkrieg, u. a. der Skagerrakschlacht, teil. Im Frühjahr 1918 wurde er wegen einer schweren Erkrankung borddienstunfähig, Kriegsinvalide und Kriegsrentenempfänger. Er arbeitete dann in einer Reparaturwerkstatt und war Kraftfahrer.
Im Dezember 1925 trat er in die NSDAP ein (Mitgliedsnummer 26.929) und betätigte sich 1925/26 zunächst als Presse- und Propagandaleiter bei der Ortsgruppe Hattingen. 1926 wurde er Kreisleiter der NSDAP in Dortmund, 1929/30 Bezirksleiter im Siegerland. Stürtz stieg bis zum Fraktionsvorsitzenden des Westfälischen Provinziallandtages auf. Seit September 1930 war er Reichstagsabgeordneter für den Wahlkreis 18 (Westfalen-Süd). 1933 wurde er Preußischer Staatsrat.
Mitte Juni 1930 wurde er Gaugeschäftsführer und ab Oktober desselben Jahres auch stellvertretender Gauleiter im Gau Westfalen-Süd; zudem wurde er Geschäftsführer der NS-Zeitung Westfalenwacht. Am 7. August 1936 wurde er als Nachfolger von Wilhelm Kube zum Gauleiter im Gau Kurmark (seit 1939 Gau Mark Brandenburg) ernannt, wobei er auch eine Reichsautobahn eröffnete. Im September 1936 wurde er zum kommissarischen Oberpräsidenten der Provinz Brandenburg und der Provinz Grenzmark Posen-Westpreußen ernannt, dem 1937 die Ernennung zum Oberpräsidenten der Provinz Brandenburg folgte. Am 1. September 1939 wurde er zum Reichsverteidigungskommissar (RVK) für den Wehrkreis III ernannt. Nach der Neuordnung der Reichsverteidigungsbezirke wurde Stürtz am 16. November 1942 zum RVK für den Gau Mark Brandenburg ernannt. Darüber hinaus war er ab Mitte November 1940 Gauwohnungskommissar und ab April 1942 Beauftragter des Generalbevollmächtigten für den Arbeitseinsatz. Stürtz, der Ende Januar 1939 beim NSKK bis zum Obergruppenführer aufgestiegen war, führte ab Ende September 1944 in seinem Zuständigkeitsbereich den Volkssturm.
Da Stürtz seit dem 21. April 1945 in der Schlacht um Berlin vermisst wurde, sprach das Amtsgericht Düsseldorf am 24. August 1957 eine Todeserklärung aus, wobei der Todeszeitpunkt auf den 31. Dezember 1945 festgelegt wurde. Es wurde davon ausgegangen, dass Emil Stürtz im April 1945 von sowjetischen Truppen festgenommen und arretiert wurde und später in der Internierungshaft ums Leben gekommen ist. Die Ehefrau von Emil Stürtz hatte nach 1945 ihren Wohnsitz in Düsseldorf und erst nach zehnjähriger Verschollenheit ihres Mannes bzw. nachdem sie ein Jahrzehnt vergeblich nach ihm gesucht hatte – auch unter den Spätheimkehrern – stellte sie (offenbar aus versorgungsrechtlichen Gründen) den Antrag auf die erwähnte amtliche Todeserklärung.